# Domănești, Satu Mare
Domănești este un sat în comuna Moftin din județul Satu Mare, Transilvania, România.

## Așezare
Satul Domănești este situat la 13 km distanță față de orașul Carei,   pe partea dreaptă a râului Crasna și aparține comunei Moftin.

## Proveniența numelui
Numele localitații a fost dat de Doman (Domianus) deoarece el a construit primul pod pe râul Crasna iar apoi a dat numele satului: Domănești.

## Istoric
Numele localitatii este gasita pentru prima data in datele oficiale in anul 1320, atunci au trait fii lui Nicolae, Stefan si Petru din familia de grofi dupa care a fost numit satul (Domahida).
In 1369 zona a fost proprietatea familiei Domahidy.

##### Prima agenție poștală - Februarie 1903
Prima agenție poștală a satului a fost înființată la Domănești, de-alungul liniei Püspökladány-Máramarossziget, a căilor ferate de stat (Regatul Austro-Ungar), la casa de pază cunoscută sub numele de Domănești, în februarie 1903. La 16 octombrie a intrat în exercițiu o agenție poștală cu întreaga gamă de operațiuni definite pentru agențiile poștale.
Legătura poștală a oficiului de afaceri poștale 1 a fost înființată în 1705 și 1706  la Carei prin intermediul trenurilor Budapesta Királyháza (19) și Királyháza-Budapesta (20).
Satul Domănești a fost repartizat raionului de livrare al oficiului poștal Carei. Oficiul poștal de control al agenției poștale a fost tot la Carei.

##### Prima Școală Publică - Septembrie 1906
Monitorul Județean Szatmár, 1906 (Volum 32, Nr. 1-52) 1906-09-23 / Nr. 53 - Școli publice noi în județul nostru. În luna curenta, s-au deschis noi școli publice în Domănești, Hagymáslápos, Hosszufalu, Hirip, Laczfalu, Lippó, Nagynyires, Oláhgyürüs, Sikárló și Somkutpatak.

## Biserici
Biserica Greco Catolică Adormirea Maicii Domnului
Biserica Romano Catolică Sfânta Familie
Biserica Reformată  

## Sărbători locale
15 august – Hramul Bisericii Greco Catolice - Adormirea Maicii Domnului
Septembrie – Festivalul Porumbului
26 decembrie – Hramul Bisericii Romano Catolice - Sărbătoarea Sfintei Familii

## 1 Decembrie 1918 - Marea Unire
Pișcoran Augustin din Domănești a fost reprezentantul politic al satului la Marea Unire de la Alba Iulia.
Pișcoran Augustin (în documentele maghiare Piskoran Agoston, în documentele austriece Piskoran Gustav) a fost profesor, om politic, militant pentru drepturile românilor din Transilvania, reprezentant al satului Domănești la Marea Adunare Națională de la Alba Iulia.
Sătenii din Domănești s-au îndreptat spre Alba Iulia sub îndrumarea bătrânului preot unit Ajaki Ioan (n. 1844 - d.1926) și a cantorului bisericii – învățătorul pensionar Sturza Ioan (n. 1844 – d.1927).

După înfăptuirea unirii, Pișcoran Augustin a fost ales primar al Comunei Rurale Domănești, comunitate pe care o reprezentase în toate comitetele premergătoare Marii Uniri. Acesta este înscris în Anuarul SOCEC al României Mari redactat între anii 1925- 1926.
 Acest articol despre o localitate din județul Satu Mare este deocamdată un ciot. Puteți ajuta Wikipedia prin completarea lui.